# Đơn đômen
Đơn đômen (tiếng Anh: Single domain) là một dạng cấu trúc từ của vật từ gồm các hạt, mà mỗi hạt được cấu tạo bởi một đômen từ. Có nghĩa là trong mỗi hạt đó, các mômen từ sắp xếp đều nhau theo cùng một hướng. Cấu trúc đơn đômen thực chất là một sự thắng thế về mặt năng lượng so với cấu trúc đa đômen.

Cấu trúc đômen của màng mỏng permalloy quan sát qua kính hiển vi điện tử truyền qua Lorentz ở chế độ Fresnel. Một số hạt đơn đômen được quan sát qua các điểm màu đen

## Sự hình thành cấu trúc đơn đômen
Cấu trúc từ của vật sắt từ được quy định bởi: hình dạng vật từ, cấu trúc hạt (kích thước, hình dạng, sự định hướng...). Sự thay đổi kích thước hạt dẫn đến sự thay đổi cấu trúc đômen. Khi kích thước hạt của vật từ giảm dưới kích thước tới hạn (ký hiệu là Rc), xuất hiện một cấu hình đômen mới mà mỗi hạt sẽ là một đômen, đó là cấu trúc đơn đômen. Kích thước giới hạn này phụ thuộc vào từ tính của vật liệu và tổng quát theo công thức:
{\displaystyle L_{c}={\frac {2{\sqrt {2}}\gamma _{\delta }}{{\frac {2\pi }{3}}-{\frac {W_{a}}{2}}}}}
với {\displaystyle \gamma _{\delta }} là mật độ năng lượng vách đômen, {\displaystyle W_{a}} là năng lượng dị hướng từ tinh thể.
Công thức có thể thay đổi tùy theo từng loại vật liệu sắt từ.
- Với vật liệu sắt từ có dị hướng từ tinh thể thấp: Kích thước giới hạn của hạt đơn đômen cho loại này được xác định từ công thức:

{\displaystyle {\frac {1}{2}}({\frac {4\pi }{3}})^{2}R_{c}^{3}.I_{s}^{2}={\frac {\pi JR_{c}}{a}}[ln({\frac {2R_{c}}{a}})-1]}
Ở đây, {\displaystyle I_{s},J} lần lượt là từ độ bão hòa, mômen tổng cộng của vật liệu.
- Với vật liệu sắt từ có dị hướng từ tinh thể cao: Lúc này kích thước tới hạn liên hệ với kích thước vách đômen ở trạng thái đa đômen, được cho bởi:

{\displaystyle R_{c}={\frac {9\sigma _{w}}{4\pi I_{s}^{2}}}}
với {\displaystyle \sigma _{w}} là mật độ năng lượng của vách đômen.

## Ảnh hưởng của cấu trúc đơn đômen lên từ tính
Cấu trúc đơn đômen là cấu trúc không có vách đômen nên không có các quá trình dịch chuyển vách hay hãm các vách đômen trong quá trình từ hóa. Vì thế, quá trình từ hóa và khử từ trong vật từ có cấu trúc đơn đômen là quá trình quay kết hợp các mômen từ. Vì thế, dễ dàng tạo ra tính từ cứng trong các vật liệu có cấu trúc đơn đômen. Trong cấu trúc này, lực kháng từ có thể được quy định bởi:
{\displaystyle H_{c}=a.{\frac {K_{1}}{I_{s}}}+b(N_{1}-N_{2})I_{s}+c.{\frac {\lambda _{s}\tau }{I_{s}}}}
với {\displaystyle K_{1}} là hằng số dị hướng từ tinh thể bậc một; {\displaystyle N_{1},N_{2}} là thừa số khử từ đo theo 2 phương khác nhau; {\displaystyle \lambda _{s},\tau } lần lượt là từ giảo bão hòa và ứng suất nội; {\displaystyle a,b,c} là các hệ số phần trăm đóng góp của từng số hạng.